# 스페인의 언어
스페인의 국가 공용어는 카스티야어(스페인어)로 스페인 전 지역에서 통용되며, 모어 또는 제2언어로서 사용된다. 카스티야어에는 여러 지역 방언들이 있는데, 안달루시아 방언과 카나리아 방언이 특징적이다. 한편 스페인을 구성하는 17개의 자치지방 중 6개의 자치 지방에서는 카스티야어와 함께 다른 언어가 공용어가 되고있다. 이러한 자치주에 거주하는 사람들에게 카스티야어와 함께 지역 공용어의 두 언어를 사용하는 이중언어 상태가 익숙하다.
나머지 언어들은 각 지역에서 독점적으로 사용되는 지역 공용어들로, 이중에서 특히 카탈루냐어, 바스크어, 갈리시아어가 스페인어와 더불어 지역의 공동 공용어로 지정되어 있다. 언어는 지역정체성과도 밀접하게 연관되어 있는데, 프랑코 정권 때는 스페인어 이외의 모든 지역 언어의 사용을 금지하기도 하였다. 고립어에 속하는 바스크어를 제외하면, 모든 언어는 속 라틴어에서 발전한 로망스어군에 속한다. 아랍어와 베르베르어 등은 모로코 영토와 붙어있는 세우타나 멜리야 등의 이슬람 공동체에서 사용된다.
2005년에 실시된 언어 조사에 따르면, 스페인의 인구의 89%가 카스티야어를 모국어로하고 있으며, 9%가 카탈루냐어 또는 발렌시아어를, 5%가 갈리시아어를, 1%가 바스크어를 모국어로 하고 있으며, 3% 정도가 그 이외의 외국어를 모국어로 하고있다.

## 카스티야어
카스티야어(castellano) 또는 스페인어(español)는 전체 스페인의 유일한 언어이며, 스페인의 주민 대다수의 일상어이며, 모국어이다. 또한 스페인은 콜롬비아와 함께, 멕시코, 미국에 이어 세계 제3위의 스페인어(카스티야어) 화자 인구를 가진다.

## 포르투갈어 사용지역
포르투갈 접경지역의 일부 지역에서는 포르투갈어가 사용된다. 카세레스 주의 산마르틴 데 트레베호, 바다호스 주의 올리벤사, 세디요, 갈리시아-포르투갈 접경지대의 몇몇 마을이 포함된다. 포르투갈어의 사용은 스페인 중앙 정부, 지방 정부 및 포르투갈 정부 등의 어느 쪽의 지원이나 허용도 받지 않는다.

스페인의 언어 (도표)

| 갈리시아어 아스투리아어 스페인어 아라곤어 카탈루니아어 아란어 바스크어 |

## 소멸한 언어
과거 역사가 진행되는 동안, 현재의 스페인 국가의 영토에서 사용된 언어이다.
- 이베리아어
- 루시타니아어
- 페니키아어
- 라틴어 - 소멸되는 과정에서 스페인어, 카탈루냐어, 갈리시아어 등이 파생되었다.
- 고트어
- 모자라브어
- 안달루시아 구어체 아랍어
- 관체어

## 같이 보기
- 스페인
- 스페인의 역사
- 스페인의 요리
- 스페인의 문화